# دوروثي برايس (طبيبة)
دوروثي ستوبفورد برايس (9 سبتمبر 1890-30 يناير 1954) طبيبة أيرلندية كان لها دور أساسي في القضاء على مرض السل لدى الأطفال في أيرلندا من خلال تقديم لقاح بي سي جي (عصية كالميت غيران).

## النشأة
ولدت إليانور دوروثي ستوبفورد في 9 سبتمبر 1890 في نيوستيد في كونسكاي في مقاطعة دبلن، لوالديها جيميت ستوبفورد، وهو موظف حكومي، وكونستانس كينيدي.
ينتمي جيميت ستوبفورد إلى عائلة عريقة من رجال الدين في كنيسة أيرلندا، وكانت كونستانس كينيدي بروتستانتية أيضًا، وهي ابنة الدكتور إيفوري كينيدي، الذي كان رئيسًا لمستشفى روتوندا في دبلن بين عامي 1833-1840. كانت عمتها المؤرخة القومية الأيرلندية أليس ستوبفورد غرين.
أنجب ستوبفورد أربعة أطفال: أليس وإيدي ودوروثي وروبرت، وقد سُجلت مواليد الأطفال في عناوين مختلفة في جنوب دبلن. عاشوا في روبوك لودج في دوندروم عام 1887، وفي نيوستيد في كلونسكي عام 1890، وفي هايفيلد رود في راثغار عام 1895.
توفي جيميت ستوبفورد بسبب حمى التيفوئيد في عام 1902، وتركت التكاليف الطبية التي تكبدها في مرضه الأسرة في حالة سيئة للغاية لدرجة أن كونستانس كينيدي اضطرت إلى بيع منزل العائلة في ويفيرن في بوشي بارك رود في تيرينور في راثفارنهام. انتقلت العائلة إلى حدائق كامبدن 65، غرب كنسينغتون في لندن.
عاصرت الحربين العالميتين، ووباء الإنفلونزا الإسبانية، وانتفاضة عام 1916 في أيرلندا، وتأسيس دولة أيرلندية جديدة. نشأت كطفلة في الإمبراطورية البريطانية، وعاشت أولًا في دبلن ثم في لندن لاحقًا. أمضت عيد الفصح عام 1916 كضيفة على وكيل الوزارة البريطانية السير ماثيو ناثان. تبلورت خلال إقامتها تلك رؤيتها الفريدة حول انتفاضة عيد الفصح، وتمامًا كما رأتها الإدارة البريطانية في أيرلندا. تتوفر مذكراتها الخاصة بعيد الفصح عام 1916 في المكتبة الوطنية الأيرلندية في دبلن. بدأت بعد الانتفاضة التشكيك في ولاءاتها السياسية وتبنت القومية الأيرلندية.

## التعليم
بدأت دوروثي تعليمها لأول مرة من خلال العمل مع جمعية المنظمات الخيرية، إذ درست أحد أشكال العلوم الاجتماعية. اجتازت امتحانًا لدراسة الفن والتصميم والزخرفة في كلية ريجنت ستريت للفنون التطبيقية، وخضعت لامتحان آخر أعطاها الفرصة لدخول الكلية الملكية للفنون، لكنها لم تفعل ذلك.
قررت في النهاية دراسة الطب في سن 25 عامًا، إذ درست الطب في كلية الثالوث في دبلن بين عامي 1916-1921، وتخرجت بدرجة البكالوريوس في عام 1920، وبدرجة بكالوريوس في القبالة، وبكالوريوس في الجراحة، وبكالوريوس في الطب في عام 1921. عملت في مشفى ميث في دبلن موظفةً طبية، كجزء من تدريبها. شهدت بين عامي 1918-1919 الأنفلونزا الإسبانية بنفسها، إذ اعتنت بالمرضى أثناء النهار، واعتادت الذهاب بدراجتها إلى المشرحة ليلًا من أجل تشريح الجثث.

## الحياة الشخصية
تزوجت ستوبفورد من ويليام جورج «ليام» برايس، وكان محاميًا وقاضي مقاطعة ومؤرخ محلي من ويكلو. عقدا خطوبتهما في عام 1924، ما فاجأ الكثيرين لأن ستوبفورد كانت جمهورية (مناهضة للمعاهدة) بينما كان برايس من مؤيدي الدولة الحرة (مؤيدًا للمعاهدة).
تزوجا في 8 يناير 1925 في كنيسة سانت آن في شارع داوسون. أقاما بدايةً في فيتزويليام بليس. اكتشفت دوروثي برايس عدم مقدرتها على إنجاب الأطفال في عام 1926. كتب ليام برايس لاحقًا عن نضال زوجته ضد مرض السل بحلول عام 1955.

## الوفاة
أصيبت بسكتة دماغية في يناير 1950، فاضطرت للانتقال إلى هربرت بارك 1، في بالزبريدج. توفيت في 30 يناير 1954، عن عمر يناهز 63 عامًا، بعد إصابتها بسكتة دماغية أخرى، ودُفنت في مقبرة القديس مالرون في تالاغت.